# Aššur-dán I.
Aššur-dán I. (akkadsky (Bůh) Aššur (můj) soudce) byl králem Asýrie, vládl přibližně v letech 1179–1134 př. n. l. Vládl zhruba 46 let, tím se řadí mezi nejdéle vládnoucí asyrské krále. Na trůnu vystřídal svého otce, Ninurtu-apil-Ekura, vystřídal jej jeho syn Ninurta-tukulti-Aššur.
Asýrie v době jeho vlády prohrála bitvu s elamským králem Šilchan-In-Šušinakem, který poté porazil i babylonského krále jménem Itti-Marduk-Balátu. O samotné vládě Aššur-dána I. je toho však známo velmi málo.